# Habrocestum
Habrocestum Simon, 1876 è un genere di ragni appartenente alla famiglia Salticidae.

## Distribuzione
Delle 44 specie oggi note di questo genere, ben 42 sono diffuse in Eurasia e Africa (da notare che 6 specie diverse sono presenti sull'isola di Socotra, di cui 5 sono endemiche); le restanti due specie, H. peckhami e H. punctiventre, sono endemiche rispettivamente delle Isole Salomone e dell'Australia occidentale.
In Italia sono state reperite 2 specie di questo genere

## Tassonomia
A dicembre 2010, si compone di 44 specie:
1. Habrocestum africanum Wesolowska & Haddad, 2009 — Sudafrica
2. Habrocestum albimanum Simon, 1901 — Sudafrica
3. Habrocestum albopunctatum Wesolowska & van Harten, 2002 — Socotra
4. Habrocestum algericum Dalmas, 1920 — Algeria
5. Habrocestum arabicum Prószynski, 1989 — Arabia Saudita
6. Habrocestum bovei (Lucas, 1846) — Marocco, Algeria
7. Habrocestum dubium Wesolowska & van Harten, 2002 — Socotra
8. Habrocestum dyali Roewer, 1955 — Pakistan
9. Habrocestum egaeum Metzner, 1999 — Grecia, Creta
10. Habrocestum ferrugineum Wesolowska & van Harten, 2002 — Socotra
11. Habrocestum flavimanum Simon, 1901 — Sudafrica
12. Habrocestum formosum Wesolowska, 2000 — Zimbabwe
13. Habrocestum gibbosum Wesolowska & van Harten, 2007 — Yemen
14. Habrocestum graecum Dalmas, 1920 — Grecia
15. Habrocestum hongkongiense Prószynski, 1992 — Hong Kong
16. Habrocestum ibericum Dalmas, 1920 — Spagna
17. Habrocestum ignorabile Wesolowska & van Harten, 2007 — Yemen
18. Habrocestum inquinatum Wesolowska & van Harten, 2002 — Yemen, Socotra
19. Habrocestum latifasciatum (Simon, 1868) — Mediterraneo orientale (presente in Italia)
20. Habrocestum laurae Peckham & Peckham, 1903 — Sudafrica
21. Habrocestum lepidum Dalmas, 1920 — Algeria
22. Habrocestum luculentum Peckham & Peckham, 1903 — Sudafrica
23. Habrocestum namibicum Wesolowska, 2006 — Namibia
24. Habrocestum nigristernum Dalmas, 1920 — Turchia
25. Habrocestum ornaticeps (Simon, 1868) — Marocco
26. Habrocestum panjabium Roewer, 1951 — Pakistan
27. Habrocestum papilionaceum (L. Koch, 1867) — Grecia
28. Habrocestum peckhami Rainbow, 1899 — Isole Salomone
29. Habrocestum penicillatum Caporiacco, 1940 — Etiopia
30. Habrocestum pullatum Simon, 1876[3] — Francia, Italia
31. Habrocestum punctiventre Keyserling, 1882 — Australia occidentale
32. Habrocestum rubroclypeatum Lessert, 1927 — Congo
33. Habrocestum sapiens (Peckham & Peckham, 1903) — Africa meridionale
34. Habrocestum schinzi Simon, 1887 — Sudafrica
35. Habrocestum shulovi Prószynski, 2000 — Israele
36. Habrocestum simoni Dalmas, 1920 — Algeria
37. Habrocestum socotrense Wesolowska & van Harten, 2002 — Socotra
38. Habrocestum speciosum Wesolowska & van Harten, 1994 — Socotra
39. Habrocestum subdotatum Caporiacco, 1940 — Etiopia, Africa orientale
40. Habrocestum subpenicillatum Caporiacco, 1941 — Etiopia
41. Habrocestum superbum Wesolowska, 2000 — Zimbabwe
42. Habrocestum tanzanicum Wesolowska & Russell-Smith, 2000 — Tanzania
43. Habrocestum verattii Caporiacco, 1936 — Libia
44. Habrocestum virginale Wesolowska & van Harten, 2007 — Yemen

### Specie trasferite
Molte specie di questo genere, circa 23, sono state trasferite altrove in seguito a studi più approfonditi sulle loro caratteristiche:
1. Habrocestum acerbum Peckham & Peckham, 1909; trasferita al genere Naphrys
2. Habrocestum annae Peckham & Peckham, 1903; trasferita al genere Evarcha a seguito di uno studio degli aracnologi Wesolowska & Haddad nel 2009[1]
3. Habrocestum belli Gertsch, 1935; trasferita al genere Mexigonus
4. Habrocestum bitaeniatum Keyserling, 1882; trasferita al genere Pellenes
5. Habrocestum bufoides Chamberlin & Ivie, 1944; trasferita al genere Naphrys
6. Habrocestum chrysomelas Simon, 1909; trasferita al genere Lycidas
7. Habrocestum diversipes Berland & Millot, 1941; trasferita al genere Langelurillus
8. Habrocestum dotatum Peckham & Peckham, 1903; trasferita al genere Hyllus
9. Habrocestum flavipes Keyserling, 1882; trasferita al genere Evarcha
10. Habrocestum gestroi Dalmas, 1920; trasferita al genere Plexippoides
11. Habrocestum inscriptum Schenkel, 1951; trasferita al genere Mexigonus
12. Habrocestum insignipalpe Simon, 1882; trasferita al genere Rafalus
13. Habrocestum kweilinensis Prószynski, 1992; trasferita al genere Hasarius
14. Habrocestum morosum (Peckham & Peckham, 1888); trasferita al genere Mexigonus
15. Habrocestum nigricans Dalmas, 1920; trasferita al genere Evarcha
16. Habrocestum nigriceps Keyserling, 1882; trasferita al genere Lycidas
17. Habrocestum nigritum Berland & Millot, 1941; trasferita al genere Langelurillus
18. Habrocestum orientale Zabka, 1985; trasferita al genere Hasarius
19. Habrocestum parvulum (Banks, 1895); trasferita al genere Chinattus
20. Habrocestum pilosum Keyserling, 1882; trasferita al genere Lycidas
21. Habrocestum pulex (Hentz, 1846); trasferita al genere Naphrys
22. Habrocestum speculiferum Simon, 1909; trasferita al genere Lycidas
23. Habrocestum xerophilum Richman, 1981; trasferita al genere Naphrys